# Staré Město (Kadaň)
Staré Město, je centrální historickou čtvrtí města Kadaně, která vznikla již ve třináctém století po povýšení města Kadaně na královské město. Střed Starého Města tvoří rozlehlé náměstí (Mírové náměstí), které má tvar nepravidelného obdélníku, na kterém se nachází kadaňská radniční věž jakožto symbol městské samosprávy a děkanský chrám Povýšení sv. Kříže. Uprostřed náměstí je umístěn sloup Nejsvětější Trojice.
Ve středověku a raném novověku se Staré Město (označované též jako tzv. Vnitřní město) dále dělilo na čtyři čtvrti v jejichž čele stáli tzv. čtvrtní hejtmani. Jelikož byla tato centrální část královského města uzavřena čtyřmi hlavními branami (fortifikačními stavbami kadaňského městského opevnění), byly části Starého Města pojmenovány právě podle nich: čtvrť U Kovářské brány, U Svaté (Mikulovické) brány, U Vodní brány a U Prunéřovské brány.
Ulicemi Starého Města kadaňského jsou v současné době: Mírové náměstí, ulice Tyršova, Sládkova, Čechova, Žatecká, Československé armády, Vrchlického, Jana Švermy. Kpt. Jaroše, Boženy Němcové a Katova ulička.